# Rose Abdoo
Rose Marie Abdoo (Detroit, 1962. november 28. –) amerikai színésznő és humorista.
Ismert olyan szerepeiről, mint Gypsy a Szívek szállodájában, Señorita Rodriguez a That’s So Ravenben, valamint Josefina a Hacks – A pénz beszél című sorozatban.

## Élete és pályafutása
1962. november 28-an született Detroitban. Édesapja, Peter Abdoo (aki libanoni származású volt), a hadmérnöki alakulat költségvetési elemzőjeként dolgozott, míg édesanyja, Mary (aki dominikai származású volt), háztartásbeli volt.
Karrierje Chicagoban indult, ahol különféle improvizációs színházakban lépett fel, köztük az Improv Institute-nál és négy évig a The Second City társulatnál is játszott. Később saját egyszemélyes előadásait is kidolgozta, például a Who Does She Think She Is? és a Get to the Part About Me című darabokat. Emellett részt vett egy rövid életű varietéműsorban is Bob Odenkirk és Conan O’Brien oldalán, amelynek címe Happy Happy Good Show volt.
Miután elvégezte a Southfield High Schoolt, 1984-ben kommunikáció szakon szerzett bölcsészdiplomát, majd később színművészetből szerzett Master of Fine Arts fokozatot is, mindkettőt a Michigani Állami Egyetemen. Több főiskolai színdarabban is szerepet kapott, és egyik professzora bátorította, hogy kezdjen el improvizációval foglalkozni. Ezután Chicagóba költözött, ahol csatlakozott a Second City társulathoz: először a nemzeti turnécsapatban lépett fel, majd az E.T.C. nevű csoport tagja lett. Az E.T.C. társulat tagjaként 1991-ben elnyerte a Joseph Jefferson-díjat „Legjobb színésznő revüben” kategóriában a We Made a Mesopotamia, Now You Clean It Up című előadásban nyújtott alakításáért. A Chicago Tribune szerint ő játszotta „a darab legszaftosabb szerepét: egy idegesítő, mindsentudó turistabusz-utas karakterét”. 1994-ben társházigazdája volt a díjátadó gálának is.
Később a Jó estét, jó szerencsét! című filmben nyújtott alakításáért a teljes szereplőgárdával együtt jelölték a Screen Actors Guild-díjára „Legjobb szereplőgárda” kategóriában. 2008 márciusában társszereplőként szerepelt a Crackle weboldalon futó The Writers Room című websorozatban. 2021-ben csatlakozott az HBO Hacks – A pénz beszél című sorozatának szereplőgárdájához Josefina szerepében.

## Filmográfia

### Film
| Év   | Magyar cím                                          | Eredeti cím                       | Szerep                        | Magyar hang    |
| ---- | --------------------------------------------------- | --------------------------------- | ----------------------------- | -------------- |
| 1997 | Álljon meg a nászmenet!                             | My Best Friend's Wedding          | varrónő                       |                |
| 1998 | Életre-halálra                                      | U.S. Marshals                     | Donna                         |                |
| 2002 | Feltétlen szeretet                                  | Unconditional Love                | verseny győztese              |                |
| 2005 | 40 éves szűz                                        | The 40 Year Old Virgin            | anyuka                        |                |
| 2005 | Jó estét, jó szerencsét!                            | Good Night, and Good Luck         | Millie Lerner                 | Solecki Janka  |
| 2006 | Sajttársak                                          | I Want Someone to Eat Cheese With | recepciós                     |                |
| 2006 | Sokk a jóból                                        | Relative Strangers                | ideges háziasszony            |                |
| 2009 | Bazi rossz Valentin-nap                             | I Hate Valentine's Day            | vonzó nő                      |                |
| 2009 | Doktor Szöszik                                      | Legally Blondes                   | Sylvia                        |                |
| 2011 | Rossz tanár                                         | Bad Teacher                       | Iskolatitkár                  |                |
| 2011 | Szeka-túra                                          | The Guilt Trip                    | Diana                         |                |
| 2012 | Hotel Transylvania – Ahol a szörnyek lazulnak       | Hotel Transylvania                | további karakter (hangja)     |                |
| 2014 | Üdv a világomban!                                   | Welcome to Me                     | Connie                        | Törtei Tünde   |
| 2015 | Boldogság bármi áron                                | Cake                              | Innocencia                    |                |
| 2015 | Hotel Transylvania 2. – Ahol még mindig szörnyen jó | Hotel Transylvania 2              | ügynök (hangja)               | Sági Tímea     |
| 2016 |                                                     | Other People                      | Anne                          |                |
| 2017 |                                                     | Chicanery                         | Arlene Sobel Rosen            |                |
| 2020 | Gyertek át                                          | Friendsgiving                     | Linda                         |                |
| 2021 | Barb és Star Vista Del Marba megy                   | Barb and Star Go to Vista Del Mar | Bev                           | Bessenyei Emma |
| 2022 | Valami a Tiffanytól                                 | Something from Tiffany's          | Tiffany eladója               |                |
| 2023 | Leó                                                 | Leo                               | Mia anyja / TJ anyja (hangja) |                |

### Televízió
| Év         | Magyar cím                               | Eredeti cím                       | Szerep                                                | Megjegyzések                                                                  |
| ---------- | ---------------------------------------- | --------------------------------- | ----------------------------------------------------- | ----------------------------------------------------------------------------- |
| 1993       |                                          | Johnny Bago                       | Beverly Florio                                        | 1 epizód                                                                      |
| 1994       |                                          | Missing Persons                   | Marjorie Wren                                         | 1 epizód                                                                      |
| 1995       |                                          | Pride & Joy                       | Wendy                                                 | 1 epizód                                                                      |
| 1999       |                                          | Popular                           | franciatanár                                          | 1 epizód                                                                      |
| 2000       | Öregdiák nem véndiák                     | Strangers with Candy              | Senora Maria de los Angeles Poz Montez Garcia y Perez | 1 epizód                                                                      |
| 2000       | Félig üres                               | Curb Your Enthusiasm              | Lakberendező                                          | 1 epizód                                                                      |
| 2001       |                                          | Three Sisters                     | kék kabátos nő                                        | 1 epizód                                                                      |
| 2002–2007  | Szívek szállodája                        | Gilmore Girls                     | Gypsy                                                 | - mellékszereplő - magyar hangja: - Koffler Gizella                           |
| 2002       |                                          | Haunted                           | Gladys Yates                                          | 1 epizód                                                                      |
| 2003–2006  |                                          | That’s So Raven                   | Senorita Rodriguez                                    | mellékszereplő                                                                |
| 2005       | Dr. Vegas – A szerencsedoki              | Dr. Vegas                         | Dr. Navarro                                           | 1 epizód                                                                      |
| 2005       | CSI: New York-i helyszínelők             | CSI: NY                           | Blanca Vasquez                                        | 1 epizód                                                                      |
| 2005       | Monk – A flúgos nyomozó                  | Monk                              | Mrs. Monk                                             | 1 epizód                                                                      |
| 2005       |                                          | Inconceivable                     | Dawn                                                  | 1 epizód                                                                      |
| 2005       | Már megint Malcolm                       | Malcolm in the Middle             | Margie                                                | 1 epizód                                                                      |
| 2006       |                                          | Grand Union                       | Marybeth                                              | tévéfilm                                                                      |
| 2007       |                                          | In Case of Emergency              | Gladys                                                | 1 epizód                                                                      |
| 2007       | Házi háború                              | The War at Home                   | Shirra                                                | 1 epizód                                                                      |
| 2007       |                                          | Nurses                            | Dora                                                  | tévéfilm                                                                      |
| 2008       | Testvérek                                | Brothers & Sisters                | Miss Clara                                            | 1 epizód                                                                      |
| 2009       | Varázslók a Waverly helyből              | Wizards of Waverly Place          | Mary Lou Fineman                                      | 1 epizód                                                                      |
| 2009       |                                          | WordGirl                          | May (hangja)                                          | 1 epizód                                                                      |
| 2009       | Nyomtalanul                              | Without a Trace                   | Rachel Gomez                                          | 1 epizód                                                                      |
| 2010       | Sok sikert, Charlie!                     | Good Luck Charlie                 | Dr. Tish Tushy                                        | 1 epizód                                                                      |
| 2010, 2014 | Hazug csajok társasága                   | Pretty Little Liars               | jósnő / fogorvos                                      | 2 epizód                                                                      |
| 2011       | Az élet csajos oldala                    | 2 Broke Girls                     | Adin                                                  | 1 epizód                                                                      |
| 2012–2013  |                                          | Bunheads                          | Sam                                                   | mellékszereplő                                                                |
| 2012       | Psych – Dilis detektívek                 | Psych                             | Mary Pasternak                                        | 1 epizód                                                                      |
| 2012–2015  | Vásott szülők                            | Parenthood                        | Gwen Chambers                                         | mellékszereplő                                                                |
| 2013       | A mentalista                             | The Mentalist                     | nővér                                                 | 1 epizód                                                                      |
| 2013–2014  | Shameless – Szégyentelenek               | Shameless                         | Dr. Vega                                              | 2 epizód                                                                      |
| 2014       |                                          | Garfunkel and Oates               | Magda                                                 | 1 epizód                                                                      |
| 2014       | Castle                                   | Castle                            | Dr. Cynthia Swann                                     | 1 epizód                                                                      |
| 2014       | A Grace klinika                          | Grey's Anatomy                    | Dr. Kim Dawson                                        | 1 epizód                                                                      |
| 2014       | A visszatérés                            | The Comeback                      | Marianina                                             | 3 epizód                                                                      |
| 2014       | Gyilkos ügyek                            | Major Crimes                      | Jane Lewis                                            | 1 epizód                                                                      |
| 2014       | Papás-Babás                              | Baby Daddy                        | Dalrymple nővér                                       | 1 epizód                                                                      |
| 2015       | Furcsa pár                               | The Odd Couple                    | Helen                                                 | 1 epizód                                                                      |
| 2015       | Jogászok ásza                            | The Grinder                       | Stephanie Rossmyre bírónő                             | 2 epizód                                                                      |
| 2015       | Botrány                                  | Scandal                           | Linda Moskowitz szenátor                              | 4 epizód                                                                      |
| 2016       | Az alelnök                               | Veep                              | bírónő                                                | 2 epizód                                                                      |
| 2016       | Mike és Molly                            | Mike & Molly                      | Madame Vianne                                         | 1 epizód                                                                      |
| 2016       | Szívek szállodája – Egy év az életünkből | Gilmore Girls: A Year in the Life | Gypsy / Berta                                         | - 4 epizód - magyar hangja: - Koffler Gizella (Gypsy) - Szabó Zselyke (Berta) |
| 2017       | Gyilkos elmék                            | Criminal Minds                    | Janel Desmond                                         | 1 epizód                                                                      |
| 2018       | A semmi közepén                          | The Middle                        | Mrs. Jodie Kozicki                                    | 1 epizód                                                                      |
| 2011       | Happy Endings – Fuss el véle!            | Happy Endings                     | Pauline Blum                                          | 1 epizód                                                                      |
| 2011, 2013 | Franklin és Bash                         | Franklin & Bash                   | Rebecca Bayles                                        | 2 epizód                                                                      |
| 2012       | Született detektívek                     | Rizzoli & Isles                   | Dana                                                  | 1 epizód                                                                      |
| 2012       | Éjjel-nappal szülők                      | Up All Night                      | Marla                                                 | 1 epizód                                                                      |
| 2019       | Grace és Frankie                         | Grace and Frankie                 | Audrey                                                | 1 epizód                                                                      |
| 2019       |                                          | Better Things                     | Ida                                                   | 1 epizód                                                                      |
| 2019       |                                          | Bless This Mess                   | Linda                                                 | 2 epizód                                                                      |
| 2020       |                                          | Saved by the Bell                 | Ms. Mandrake                                          | 2 epizód                                                                      |
| 2021–      | Hacks – A pénz beszél                    | Hacks                             | Josefina                                              | mellékszereplő                                                                |
| 2022       | Agymenő kávézó                           | Call Me Kat                       | Mary                                                  | 1 epizód                                                                      |
| 2022       |                                          | Celebrity Family Feud             | önmaga                                                | 1 epizód                                                                      |
| 2022       |                                          | Reboot                            | Selma                                                 | 2 epizód                                                                      |
| 2022       | Kísértetek                               | Ghosts                            | Paula                                                 | 1 epizód                                                                      |
| 2023       | NCIS: Los Angeles                        | NCIS: Los Angeles                 | Daisy Van Zant                                        | 1 epizód                                                                      |